# Pälvi Pulli
Pälvi Pulli (* 1971 in Jyväskylä, Finnland) ist eine leitende Beamtin der schweizerischen Bundesverwaltung mit finnischer Staatsangehörigkeit. Seit April 2018 ist sie Chefin Sicherheitspolitik im Eidgenössischen Departement für Verteidigung, Bevölkerungsschutz und Sport (VBS), seit Juli 2019 im Rang einer Botschafterin. In dieser Funktion verantwortet sie auch den Sicherheitspolitischen Bericht, Grundlage für militärstrategische Entscheidungen der Schweiz.

## Leben
Nach dem Abschluss des Gymnasiums in Jyväskylä unternahm Pälvi Pulli eine Europareise und verzichtete spontan auf ihren Studienplatz in Finnland, als sie sich schliesslich in der Schweiz niederliess. Ihr Geschichts- und Englischstudium an der Universität Neuenburg, mit Politikwissenschaft im Nebenfach, schloss sie mit einer Lizentiatsarbeit über Einsätze der Schweizer Armee im Landesinnern, u. a. bei der Blutnacht von Genf 1932, ab. 
Von 1999 bis 2008 arbeitete sie in verschiedenen Funktionen im Bereich Sicherheitspolitik im Generalsekretariat des Eidgenössischen Departements für Verteidigung, Bevölkerungsschutz und Sport (VBS) und im Stab Sicherheitsausschuss des Bundesrats. Danach wechselte sie ins eidgenössische Justiz- und Polizeidepartement (EJPD). Dort war sie Referentin für Auslandskontakte und Sicherheitspolitik unter den Bundesrätinnen Eveline Widmer-Schlumpf (BDP) und Simonetta Sommaruga (SP). Im Jahr 2016 wurde sie Chefin der Abteilung Internationale Beziehungen und Stab sowie stellvertretende Chefin des Direktionsbereichs Internationale Polizeikooperation im Bundesamt für Polizei.
Im April 2018 wurde sie von Bundesrat Guy Parmelin (SVP) zur Chefin Sicherheitspolitik VBS ernannt. Der Bundesrat verlieh ihr zum 1. Juli 2019 den Titel einer Botschafterin. Im Februar 2022 leitete sie anstelle der krankheitshalber verhinderten Bundesräte Ignazio Cassis (FDP) und Viola Amherd (Die Mitte) die Schweizer Delegation an der 58. Münchner Sicherheitskonferenz. Vom 10. bis 12. Juli 2022 vertrat sie das VBS zusammen mit Chef der Armee Thomas Süssli am Shangri-La-Dialog in Singapur.
Auf die Frage nach ihrer Sicht des aktuellen weltweiten Bedrohungsbildes erwähnte Pälvi Pulli 2022 zunächst die hybride Konfliktführung sowie Desinformation und Beeinflussungsaktivitäten in Form von Propaganda und bewussten Falschmeldungen, womit in Wahlen und demokratische Prozesse eingegriffen wird. Solche Operationen können durch den Einsatz von Cybermitteln noch verstärkt werden. Im Sicherheitspolitischen Bericht vom April 2021 wurde das Bestreben Russlands erwähnt, entlang seiner Grenzen eine exklusive Einflusssphäre zu etablieren, und gleichzeitig strebe Russland an, im Westen Krieg gegen einen starken konventionellen Gegner führen zu können. Pulli spricht neben Finnisch und Französisch auch Deutsch, Italienisch, Englisch, Schwedisch und Russisch und gilt als „wichtigste sicherheitspolitische Beraterin der Landesregierung – obwohl sie nie in der Armee war“.

## Publikationen
- Pälvi Conca-Pulli: Soldats au service de l’ordre public. La politique du maintien de l’ordre intérieur au moyen de l’armée en Suisse entre 1914 et 1949. Université de Neuchâtel, Institut d’histoire, Neuchâtel, Neuchâtel, 2003, ISBN 2-940078-07-6.[9]